# 艾拉特·纳济波维奇·海鲁林
艾拉特·纳济波维奇·海鲁林（羅馬化：Ayrat Nazipovich Khayrullin；1970年8月1日—2020年2月7日）是一位来自鞑靼斯坦的俄罗斯经济学家、百万富翁商人和政治家政治家。他于2003年开始担任国家杜马成员直至2020年去世。在国家杜马内，他是农业政策委员会的成员。